# Edgar Ié
Edgar Miguel Ié (Bissau, 1 de maio de 1994) é um futebolista guineense que atua como zagueiro. Atualmente, defende o Feirense.

## Carreira

### Categorias de base
Começou sua carreira nas divisões de base do Sporting em 2008, com 14 anos de idade vindo do Oeiras e logo se tornou um dos jogadores de mais projeção da base do Sporting. Ricardo Sá Pinto foi quem o desloucou da lateral-direita para a zaga, posição em que começou a se destacar.

### Barcelona B
Chegou ao Barcelona B no verão de 2012, junto com Agostinho Cá. Em 8 de dezembro de 2012, estreou oficialmente contra o Elche.

## Carreira internacional
Em 2012, foi convocado pela Seleção Portuguesa para o Campeonato Europeu Sub-19, mas não pode disputar o torneio por ter sofrido uma lesão no pé esquerdo.

## Títulos
Sporting
- Primeira Liga Juvenil: 2012